# Enrico Bompiani
Enrico Bompiani (Roma, 12 de fevereiro de 1889 – Roma, 22 de setembro de 1975) foi um matemático italiano, especialista em geometria diferencial.
Bompiani obteve um doutorado (laurea) em 1910 na Universidade de Roma "La Sapienza", orientado por Guido Castelnuovo, com a tese Spazio rigato a quattro dimensioni e spazio cerchiato ordinario. Permaneceu até 1913 em Roma como assistente de Castelnuovo e então de 16 de outubro de 1913 a 30 de outubro de 1915 esteve na Universidade de Pavia. Em dezembro de 1915 foi docente de geometria analítica da Universidade de Roma "La Sapienza", onde foi em 1922 professor assistente (professore incaricato). Em 1922 venceu uma competição para uma cátedra de professor no Politecnico di Milano, onde lecionou em 1922–1923. De 1923 a 1926 foi professor da Universidade de Bolonha. No final de 1926 retornou a Roma, tornando-se professor de geometria descritiva (e depois geometria diferencial e análise matemática avançada) na Universidade de Roma, onde permaneceu até aposentar-se em 1964. De 1939 a 1959 foi diretor do Instituto de Matemática da Universidade de Roma. Foi membro do corpo editorial do Rendiconti di Matematica e delle sue applicazioni de 1940 a 1959.
Foi palestrante convidado do Congresso Internacional de Matemáticos em Cambridge (1912) e em Bolonha (1928).